# エヴァ・ゲヴォルギヤン
エヴァ・ゲヴォルギヤン (ロシア語: Ева Геворгян；アルメニア語: Եվա Գևորգյան、2004年4月15日モスクワ－) はロシア系アルメニア人のピアニスト、作曲家。

## 経歴
2004年、モスクワで生まれた。 モスクワ音楽院でナタリア・トゥルーリのクラスに在籍しており、またソフィア王妃高等音楽院でスタニスラフ・ユデニチのピアノクラスの学生でもある。 リヒテンシュタイン国際音楽アカデミーのスカラシップ保持者である。 イタリアのコモ湖国際ピアノアカデミーでスタニスラフ・ユデニチ、ウィリアム・ラント・ナボレ、ドミトリー・バシキーロフの指導の下、演奏技術を磨いた。 同アカデミーにおいて彼女は、マスタークラス、特にパウル・バドゥラ＝スコダ、パーヴェル・ギリロフ、グリゴリー・グルツマン、ピオトル・パレチニ、ボリス・ペトルシャンスキーらのものに参加した。
また、ヴァルビエ音楽祭やポーランドのドゥシュニキ＝ズドルイで行われたショパン国際ピアノフェスティバル、ペルージャ音楽祭など数多くの音楽祭でピアノを披露した。 マリインスキー劇場管弦楽団やダラス交響楽団、ロシア・ナショナル管弦楽団など多くの楽団、ヴァレリー・ゲルギエフ、ウラディーミル・スピヴァコフ、ワシリー・ペトレンコ、ローレンス・フォスターなど著名な指揮者との共演を果たしている。
2021年の第18回ショパン国際ピアノ・コンクールのファイナリストかつ特別賞を受賞した。

## 日本での活動
2023年の日本訪問
2023年には、8月から9月にかけ日本を訪問し、複数のリサイタルを開催。その一覧を以下に示す。
- 8月23日 - 北海道北見市・北見芸術文化ホール
- 8月27日 - 静岡県三島市・三島市民文化会館
- 8月29日 - 愛知県名古屋市・愛知県芸術劇場（セントラル愛知交響楽団と共演、ピアノ協奏曲第2番 (ラフマニノフ)を演奏）
- 9月2日 - 静岡県静岡市・静岡市民文化会館（静岡フィルハーモニー管弦楽団と共演、ピアノ協奏曲第2番 (ラフマニノフ)を演奏）
- 9月6日 - 東京都中央区・浜離宮朝日ホール
- 9月9日 - 千葉県浦安市・浦安市文化会館

## 受賞
- ジュリアーノ・ペカーラ国際ピアノコンクール (ゴリツィア、2016) – グランプリ
- ロベルト・シューマン国際音楽コンクール (デュッセルドルフ、2017) – 第1位
- 国際グランドピアノコンクール (モスクワ、2018) – 特別賞５つ
- 若い音楽家のためのクリーヴランド国際ピアノコンクール (2018) – バッハ作品の最優秀演奏賞および特別賞
- ヴァン・クライバーン国際ピアノコンクール (ダラス、2019) – 第2位よびプレスアワード
- シカゴ国際コンクール (2020) – グランプリおよびショパン作品の最優秀演奏に贈られる特別賞
- 国際クラシック音楽賞プログラムの一環として、「ディスカバリー・オブ・ザ・イヤー」部門で受賞 (2019)
- クラヴィア・フェスティバル・ルールでの奨学金獲得 (エフゲニー・キーシン選出、2020)[5]
- ヤマハ・ヤングアーチスト (2021)[6]